# Thompson Peninsula
Thompson Peninsula är en udde i Antarktis. Den ligger i Västantarktis. Argentina, Chile och Storbritannien gör anspråk på området.